# ОШ Јован Аранђеловић Црвена Река
ОШ „Јован Аранђеловић” у Црвеној Реци је једна од установа основног образовања на територији општине Бела Паланка, основана је 1926. године.
Поред матичне школе, настава се изводи и у издвојеним одељењима у насељу Долац и селима Врандол и Тамњаница. Школа носи име по свештенику Јовану Аранђеловићу, заслужном за изградњу школске зграде 1926. године и подизање Цркве Св. Ћирила и Методија.